# في التلاشي
في التلاشي (بالألمانية: Aus dem Nichts) هو فيلم دراما ألماني من إخراج فاتح اكين وبطولة ديان كروغر، يوهانس كريش ونعمان عكار.تم اختيار الفيلم ليمثل ألمانيا في جائزة الأوسكار لأفضل فيلم بلغة أجنبية لعام 2017.

## روابط خارجية
في التلاشي على موقع IMDb (الإنجليزية)
- في التلاشي على موقع ميتاكريتيك (الإنجليزية)
- في التلاشي على موقع روتن توميتوز (الإنجليزية)
- في التلاشي على موقع نتفليكس (الإنجليزية)
- في التلاشي على موقع ألو سيني (الفرنسية)
- في التلاشي على موقع أول موفي (الإنجليزية)
- في التلاشي على موقع بوكس أوفيس موجو (الإنجليزية)
- في التلاشي على موقع فيلمافينيتي (الإسبانية)
- في التلاشي على موقع قاعدة بيانات الفيلم (الإنجليزية)
- في التلاشي على موقع ليتربوكسد (الإنجليزية)